# Fabián Socorro
Eduardo Fabián Socorro (6 agosto 1964) è un ex giocatore di calcio a 5 argentino.

## Carriera
Come massimo riconoscimento in carriera vanta la partecipazione, con la Nazionale di calcio a 5 dell'Argentina, al FIFA Futsal World Championship 1992 dove i sudamericani sono giunti alla seconda fase, eliminati nel girone comprendente Olanda, Brasile e Stati Uniti.